# George A. Shuford

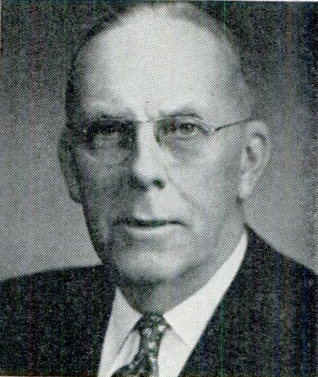
George A. Shuford (um 1957)

George Adams Shuford (* 5. September 1895 in Asheville, North Carolina; † 8. Dezember 1962 ebenda) war ein US-amerikanischer Politiker. Er vertrat den Bundesstaat North Carolina als Abgeordneter im US-Repräsentantenhaus.

## Werdegang
George Shuford besuchte die öffentliche Schule und die University of North Carolina zwischen 1913 und 1915. Anschließend graduierte er 1917 an der University of Georgia in Athens. Seine Zulassung als Anwalt in Georgia bekam er 1917.
Während des Ersten Weltkrieges absolvierte er im Mai 1917 das First Officers' Training Camp in Fort McPherson, Georgia. Anschließend wurde er im August 1917 zum Leutnant (Second Lieutenant) befördert und dem 119. Infanterieregiment der 30. Kampfdivision zugeteilt. Im Januar 1918 wurde er zum Oberleutnant (First Lieutenant) befördert. Er diente in den Vereinigten Staaten und Frankreich. Am 28. April 1919 wurde er in Camp Jackson, South Carolina entlassen.
Seine Zulassung als Anwalt in North Carolina bekam er im August 1920 und eröffnete dann eine Praxis in Asheville. Später war er Vorsitzender des Wahlausschusses im Buncombe County zwischen 1940 und 1942. Überdies saß er von 1945 bis 1947 als Abgeordneter im Repräsentantenhaus von North Carolina. Danach war er zwischen 1947 und 1949 Richter am Superior Court von North Carolina.
Shuford wurde als Demokrat in den 83. und die zwei nachfolgenden Kongresse gewählt. Seine Amtszeit belief sich vom 3. Januar 1953 bis zum 3. Januar 1959. Er wurde später auch noch in den 86. Kongress gewählt, musste aber wegen einer Krankheit verzichten. Daraufhin kehrte er zu seiner Tätigkeit als Anwalt zurück. In seiner Amtszeit im Kongress war er an der Verfassung des Southern Manifesto beteiligt, das sich gegen die Rassenintegration an öffentlichen Einrichtungen aussprach.
George Shuford verstarb am 8. Dezember 1962 in Asheville und wurde auf dem dortigen Riverside Cemetery beigesetzt.